# Mi esposa y mi suegra

Versión universal

La figura de Boring o Mi esposa y mi suegra es una ilusión ambigua, también conocida como imagen ambigua o figura reversible, a partir de la cual se puede manifestar la apariencia de una mujer joven o una anciana.
Cuando se habla de una ilusión ambigua, se refiere a imágenes con ilusiones ópticas que presentan semejanzas gráficas, de manera que el sistema visual humano puede interpretar diversas forma dentro de una misma imagen.

## Historia
La primera aparición de esta imagen, se remonta a una tarjeta postal alemana de 1888 de autor desconocido. Se cree que la primera versión fue la más detallada de todas.
En 1915, el artista gráfico estadounidense William Ely Hill (1887-1962), popularizó la imagen a través de una recreación en la revista humorística Puck, con el breve subtítulo de “Mi esposa y mi suegra”.

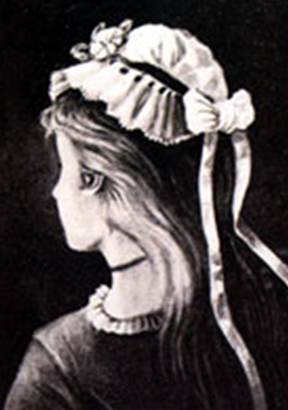
Tarjeta postal alemana de 1888

Posteriormente en los años 30, el psicólogo experimental estadounidense Edwin Garrigues Boring (1886-1968), recuperó el dibujo en uno de sus artículos del American Journal of Psychology. Boring profundizó en el significado de la imagen y lo introdujo en el campo de la psicología, por lo que la imagen también se la conoce como figura de Boring.
En la era moderna, se ha hecho una gran cantidad de variaciones, pero la más popular de ellas, es el simple dibujo en blanco y negro. En el año 1961, el psicólogo y neuro-científico Jack Botwinick (1923-2006) publicó una versión masculina en el American Journal of Psychology (mi esposo y mi cuñado). Además, en el año 2009 el artista ilusionista japonés Akiyoshi Kitaoka publicó una versión al estilo japonés. 

## Explicación
En primer lugar, el ojo humano se fija en un punto concreto y construye la imagen alrededor de ese detalle. A través de las líneas, el cerebro establece un patrón que posteriormente permite ver una forma. Si la persona centra su visión en el ojo del dibujo, se presentará la imagen de la anciana, no obstante, si el foco recae en la mejilla o nariz, aparecerá la mujer joven.

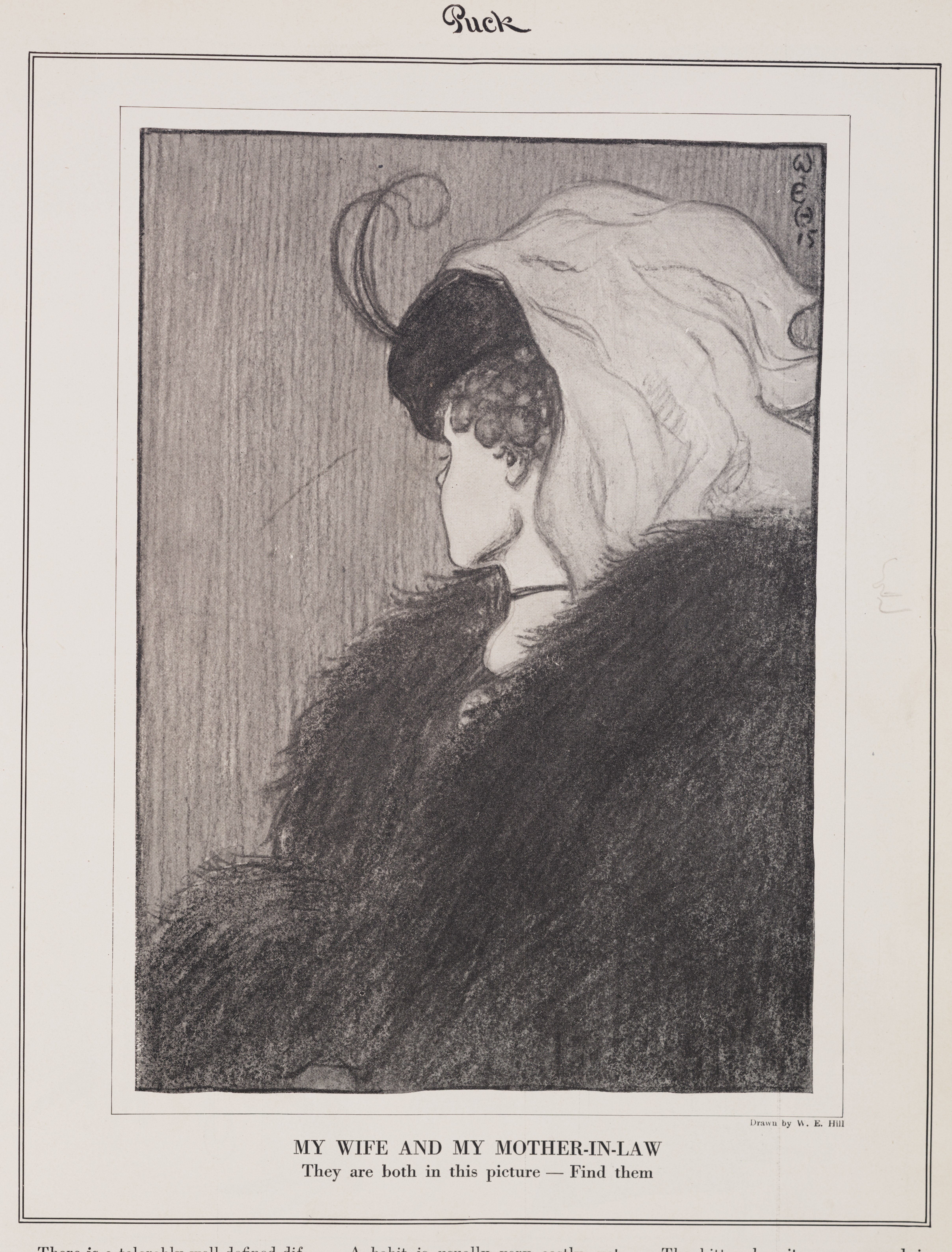
Dibujo de William Ely Hill de 1915

A primera vista, la visión humana no puede percibir ambas figuras a la vez, ya que el cerebro no tiene la capacidad de construir ambas imágenes y superponer una sobre la otra. Sin embargo, después de visualizar la imagen varias veces, la mente puede establecer una conexión entre ambas figuras y percibirlas a la vez. La figura de Boring es un ejemplo directo para demostrar que la visión se basa en el nexo de ojo y mente.

## Ciencia
La imagen por sí misma, no tiene solución correcta, ya que ambas percepciones son acertadas. Los investigadores de la universidad de Flinders (Australia) publicaron un estudio, en la revista científica Scientific Reports, que podría explicar la razón, por la cual una persona puede ver en primer lugar a la joven o a la anciana. En el estudio participó un grupo de 393 personas, compuesto por 242 hombres y 151 mujeres entre 18 y 68 años de edad.
El objetivo consistía en observar la imagen por un breve momento y determinar la edad de la mujer.
Los científicos concluyeron que los participantes jóvenes tendían a percibir más a menudo a la mujer joven y los participantes mayores a la anciana.

## Literatura
- Jack Botwinick: Husband and Father-in-law: a Reversible Figure. American Journal of Psychology 74: 312–313 (1961)
- Edwin Boring:  A New Ambiguous Figure. American Journal of Psychology 42: 444–445 (1930)
- W. E. Hill: My Wife and My Mother-in-law. Puck, 11/1915 (November 16)